# Sainte-Luce (Martinique)
Sainte-Luce is een gemeente in Martinique en telde 9.487 inwoners in 2019. De oppervlakte bedraagt 28 km². Het ligt ongeveer 22 km ten zuidoosten van de hoofdstad Fort-de-France.

## Geschiedenis
Het werd oorspronkelijk Quartier des Anses Laurens genoemd. In 1665 werd een stuk grond gedoneerd aan de jezuïeten door de Caribische leiders Pilote en Arlet en werd een kapel gebouwd. In 1684 werd de parochie opgericht en bestond uit de dorpen Baie du Céron, Trois-Rivières en Anses Laurens. In 1848 werd de gemeente opgericht. De economie was vroeger gebaseerd op de visserij, maar tegenwoordig is toerisme het belangrijkst. De gemeente heeft veel stranden.

## Corps de Garde
Corps de Garde is een van de langste witzandstranden van Martinique en bevindt zich 3 km ten zuiden van Sainte-Luce. Het strand heeft rustig water en veel voorzieningen. In het weekend kan het druk zijn.

## Galerij

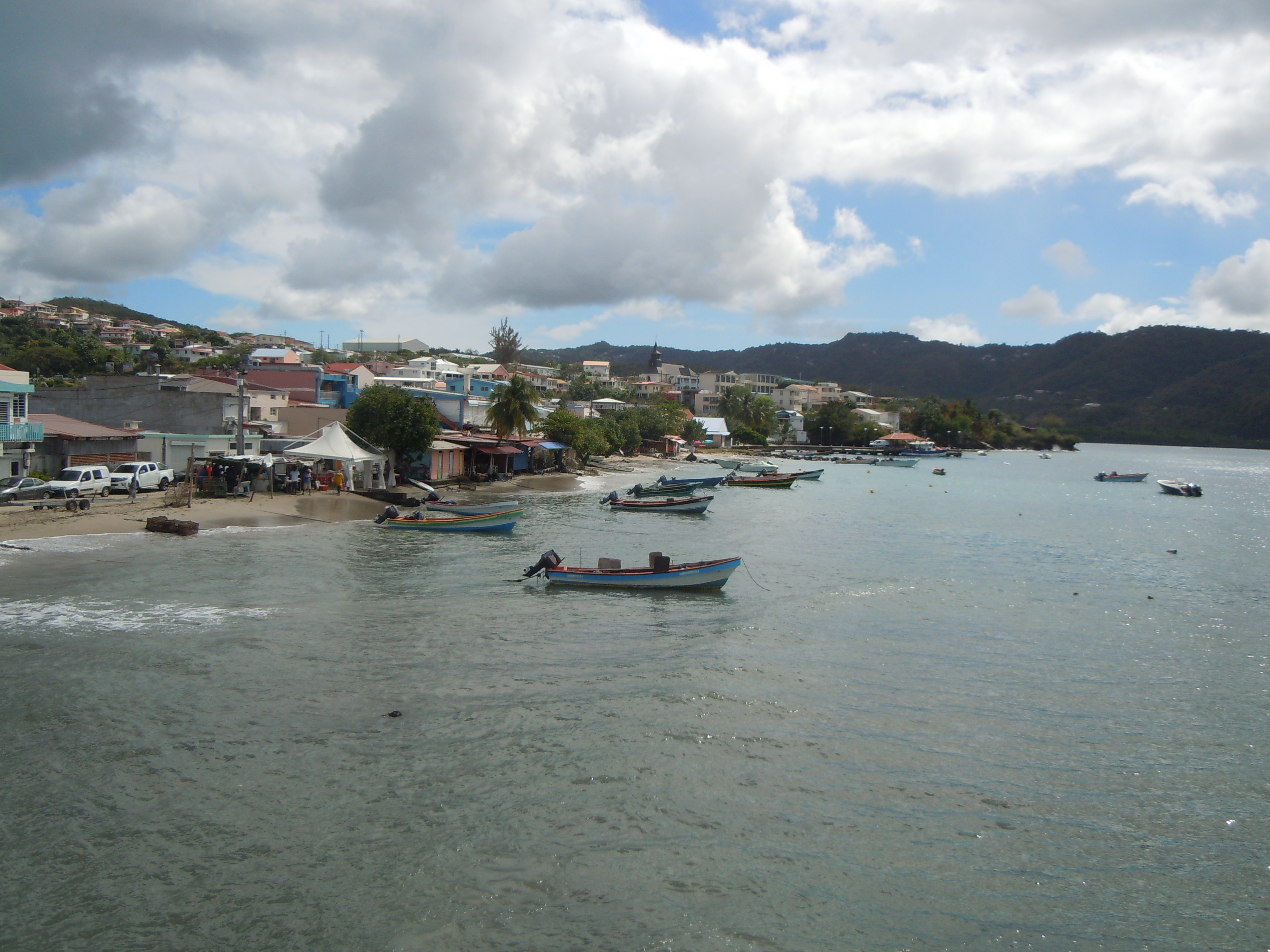
Sainte-Luce vanaf de zee
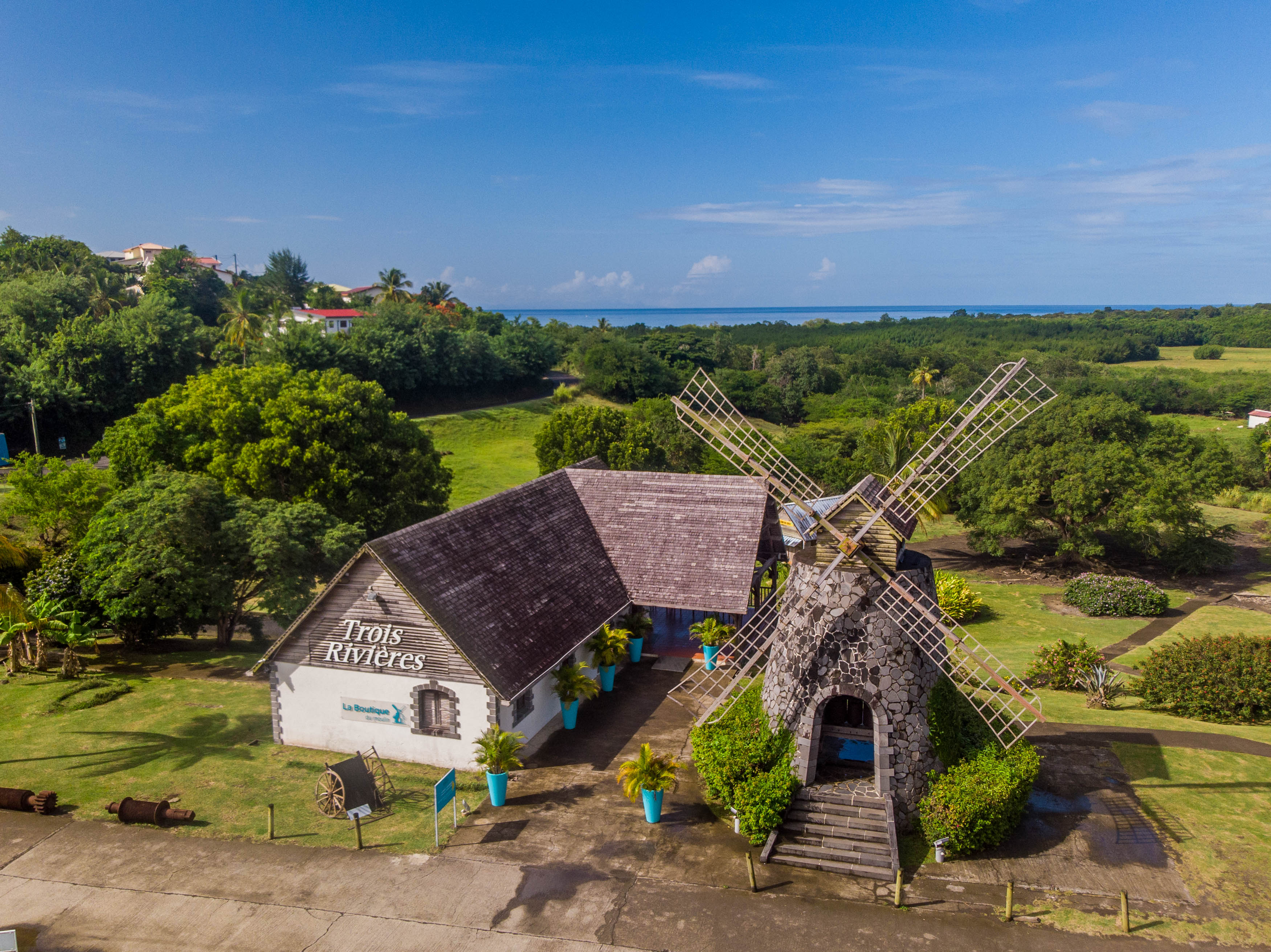
Destilleerderij Trois-Rivières
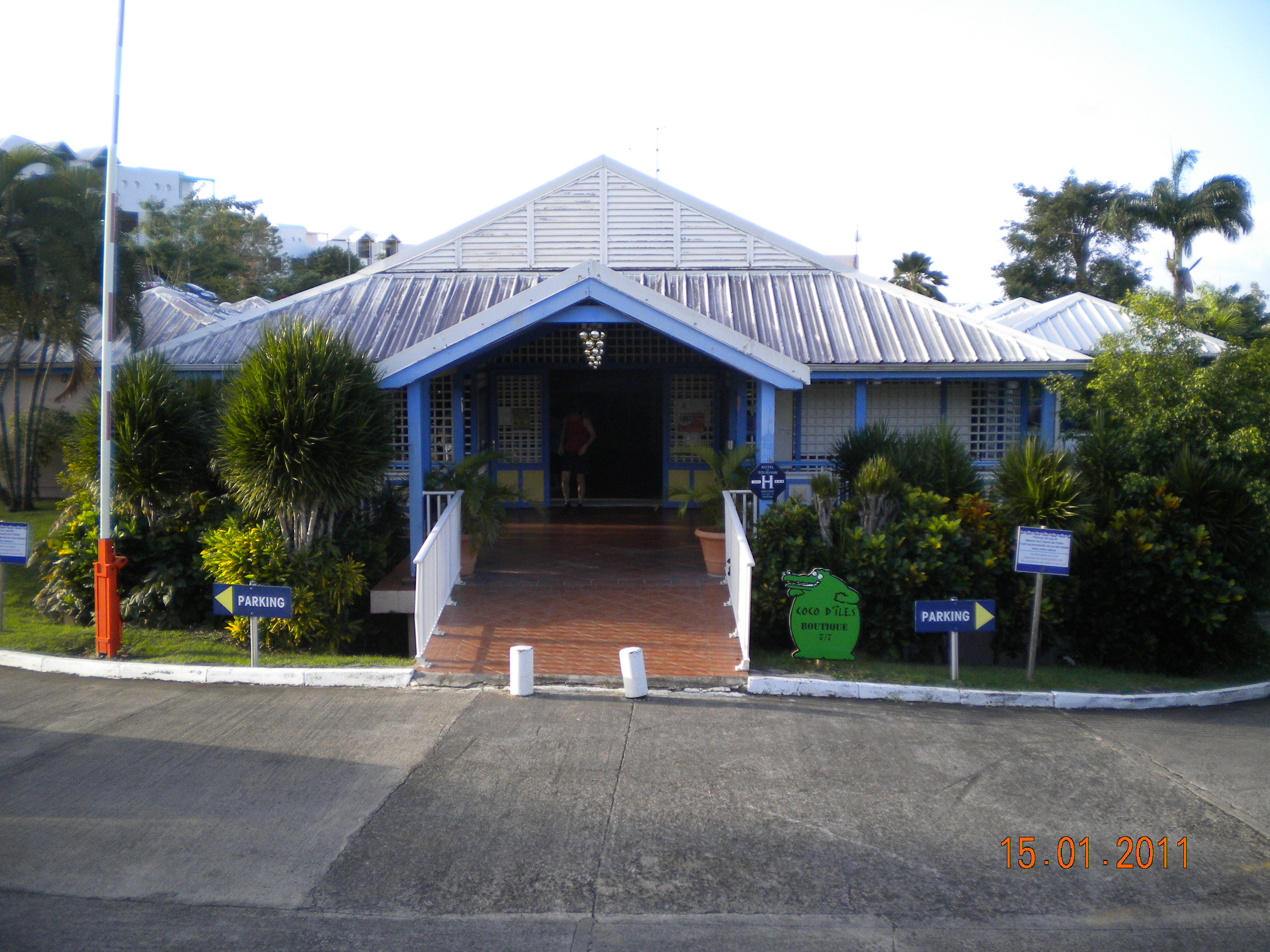
Hotel in Sainte-Luce
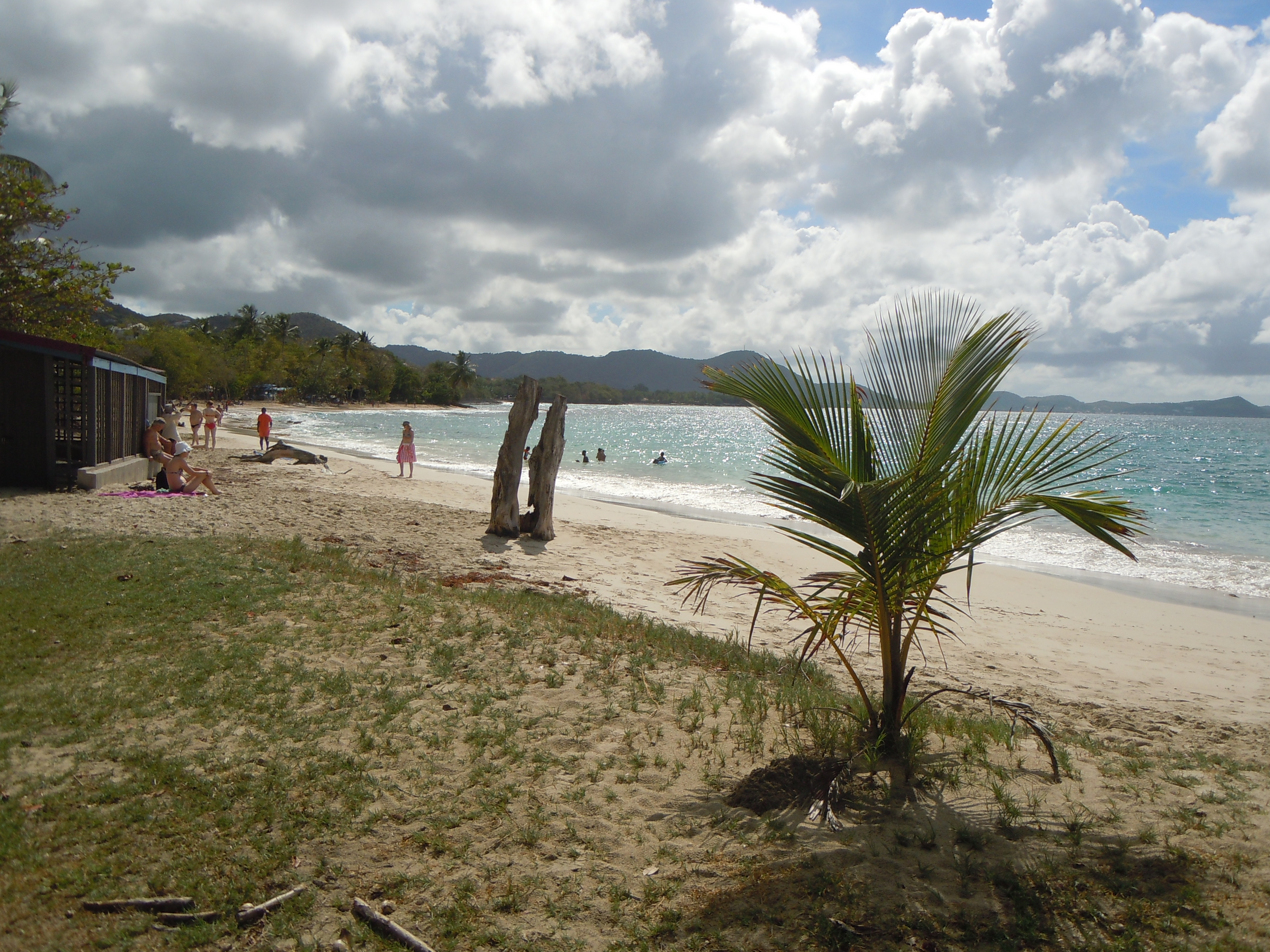
Corps de Garde

- Gemeinsame Normdatei: 7727280-8
- MusicBrainz: 180d05fd-f967-47d4-b86d-f8591cda09c4
- Virtual International Authority File: 246354057
- WorldCat: E39PBJmhMTMjjVWD6PMmBttxjC

L'Ajoupa-Bouillon · Les Anses-d'Arlet · 
Basse-Pointe · Bellefontaine · 
Le Carbet · Case-Pilote · 
Le Diamant · Ducos · 
Fonds-Saint-Denis · Fort-de-France · Le François · 
Grand'Rivière · Le Gros-Morne · 
Le Lamentin · Le Lorrain · 
Macouba · Le Marigot · Le Marin · Le Morne-Rouge · Le Morne-Vert · 
Le Prêcheur · 
Rivière-Pilote · Rivière-Salée · Le Robert · 
Saint-Esprit · Saint-Joseph · Saint-Pierre · Sainte-Anne · Sainte-Luce · Sainte-Marie · Schœlcher · 
La Trinité · Les Trois-Îlets · 
Le Vauclin